# あなたがいてこそ
『あなたがいてこそ』（原題：Maryada Ramanna）は、2010年のインドのテルグ語アクション・コメディ映画。S・S・ラージャマウリが監督を務め、スニールとサローニ・アスワーニーが主演を務めた。1923年公開の『荒武者キートン』を原作としている。スニールにとっては2作目の主演作となる。
映画の好評を受け、タミル語映画（『Vallavanukku Pullum Aayudham』）、マラヤーラム語映画（『Ivan Maryadaraman』）、ベンガル語映画（『Faande Poriya Boga Kaande Re』）、カンナダ語映画（『Maryade Ramanna』）、ヒンディー語映画（『ターバン魂』）でリメイクされている。

## ストーリー
アーンドラ・プラデーシュ州ラヤラシーマの2つの家は抗争の末に当主同士が一騎打ちをして互いに命を落とし、兄を殺されたラミニドゥは仇のラガワ・ラオの一族への復讐を誓う。一方、ラガワ・ラオの息子ラームは母に連れられ村を去りハイデラバードに移り住み、抗争のことを知らずに成長する。
28年後、ラームは配達業の仕事に就いていたが、愛車のオンボロ自転車が原因で仕事をクビになってしまう。そこに故郷から手紙が届き、父の遺した広大な土地を相続したことを知る。ラームは土地を売却することに決め故郷に戻るが、乗り込んだ列車で画家を目指す女性アパルナに出会い、互いに好意を抱くようになる。村に到着したラームは有力者のラミニドゥの屋敷を訪れて土地売却の協力を依頼し、ラミニドゥは彼を歓迎する。屋敷でラームはアパルナと再会し、彼女がラミニドゥの娘であることを知る。一方、ラームの素性を知ったラミニドゥ家の人々は彼を殺そうとするが、ラミニドゥは屋敷内での殺害を禁じ、彼を屋敷の外に追い出してから殺すように指示する。
ラミニドゥ家が父の抗争相手だと知ったラームは、殺されるのを防ぐため様々な理由を付けて屋敷に留まり続けるが、限界に達したため屋敷を脱出する。アパルナの助けを借りて逃げ出すことに成功するが、途中でラミニドゥ家の人々に追い付かれてしまう。アパルナはラームを助けようと父を説得し、ラームもラミニドゥ家の人々に立ち向かうが、彼らは聞く耳を持たずラームを殺そうとする。アパルナは橋の上から飛び降り、ラームは驚くラミニドゥ家の人々を尻目に、彼女を助けるため橋から飛び降り彼女を救う。ラミニドゥは危険を顧みずに娘を助けようとしたことでラームへの復讐を止め、ラームはアパルナと結ばれる。

## キャスト
- ラーム - スニール
- アパルナ - サローニ・アスワーニー
- ラミニドゥ - ナジニードゥ（英語版）
- マッラスーリ - スプリート
- バイレッディ - プラバカール
- スリカント - ブラフマージー
- 列車の乗客 - S・S・カンチ
- ビジネスマン - アヌージ・グルワラ（英語版）
- ラームの叔父 - スッバラーヤ・シャルマ（英語版）
- 無礼な客 - ラオ・ラメシュ
- 自転車の声 - ラヴィ・テージャ（英語版）
- オブレーシュ - シュリー・シンハー・コドゥリ（英語版）
- ラガワ・ラオ - チャトラパティ・シェーカル（英語版）

## 製作

### 企画
S・S・ラージャマウリは、1923年の『荒武者キートン』を自分のやり方で作り直したいと考えていた。彼は同作が公開から75年経過したことで著作権が失効していることに気付き、従兄弟のS・S・カンチと共同で脚本を執筆し、ラヤラシーマを舞台に現地の派閥間の暴力ともてなしにフォーカスを当てた物語を描いた。
2009年6月にラーマナイドゥ・スタジオで製作発表が行われた。ラージャマウリは製作について「私は『マガディーラ 勇者転生』の撮影中に『あなたがいてこそ』の製作を決めました。それは、『マガディーラ 勇者転生』が1年半という期間をかけて作られ、肉体的・精神的な緊張を強いられたプロジェクトだったからです。私は『マガディーラ 勇者転生』の直後に、再び肉体的疲労に陥るような映画は作りたくありませんでした。『あなたがいてこそ』は、別の大きなプロジェクトを考え出すためのバッテリーを充電する時間を与えてくれました」と語っており、『マガディーラ 勇者転生』の興行的成功により高まった観客からの期待を最小限に抑えるため、公開前に映画のプロットを明かしている。

### 音楽
ハイデラバードのシルパカーラ・ヴェディカーでオーディオリリース・イベントが開催された。イベントはインターネット中継され、世界中の視聴者から好評を得た。また、イベントにはN・T・ラーマ・ラオ・ジュニア、ラヴィ・テージャ、プラカーシュ・ラージ、V・V・ヴィナヤック、ディル・ラージュ、プラバースが招待されている。
| #         | タイトル                  | 作詞                                     | 作曲・編曲 | 歌手                                   | 時間 |
| --------- | ------------------------- | ---------------------------------------- | ---------- | -------------------------------------- | ---- |
| 1.        | 「Ammayi Kitiki Pakkana」 | アナンタ・シュリラーム                   |            | N・C・カルニヤ、チャイトラ             | 3:37 |
| 2.        | 「Udyogam Oodipoyind」    | ラーマジョーガイヤー・サストリー         |            | ランジート                             | 3:45 |
| 3.        | 「Telugammayi」           | アナンタ・シュリラーム                   |            | M・M・キーラヴァーニ、ギータ・マドゥリ | 4:05 |
| 4.        | 「Raaye Raaye」           | チャイタニヤ・プラサード                 |            | ラグー・クンチェ、ギータ・マドゥリ     | 4:21 |
| 5.        | 「Parugulu Thiyy」        | シリヴェンネラ・シータラーマ・サストリー |            | S・P・バーラスブラマニアム             | 4:10 |
| 合計時間: | 合計時間:                 | 合計時間:                                | 合計時間:  | 19:57                                  |      |

## 評価

### 興行収入
アメリカ合衆国では公開初週に13万ドルの興行収入を記録した。インドでは公開7日間で1億580万ルピー（劇場所有者の利益と娯楽税を差し引いた金額）の興行収入を記録しており、最終的な興行収入は4億ルピーを超え、配給収入は2億9000万ルピーとなり、2010年のテルグ語映画年間興行収入上位作品の一つとなった。

### 批評
『あなたがいてこそ』は批評家から高い評価を得ている。CNN-IBNの批評家ラグー・チャイタニアは、「クライマックスは恐らく映画全体における唯一の欠点であり、監督は感情と愛の陳腐な道に進んでしまった。スニールは金を手に入れるために故郷に戻った潔白な男を見事に演じきった。サローニはスニールに惚れる女性を演じたが、これは彼女にとって非常に素晴らしい役だった。敵役一家の家長を演じたナジニードゥはとても印象的であり、アパルナの従兄弟を演じたブラフマージも良い演技をしている。S・S・ラージャマウリは莫大な予算と大スターがいなくても良い映画を作れることを示した勝者だ」と批評している。ザ・タイムズ・オブ・インディアは2.5/5の星を与え、「『Andala Ramudu』で一躍ヒーローになったコメディアンのスニールが数年ぶりに舞い戻り、捻りのあるコメディを抑制の効いた演技で披露してくれる。だが、綿密に作られた撮影セット、素晴らしいカメラワーク、M・M・キーラヴァーニの甘美な曲は、このコミック・ケイパー映画を別の次元へと連れて行った」と批評している。
Sifyは、「もはや、スニールはコメディヒーローには見えないだろう。彼のダンスは実に素晴らしく、サローニは美しくて自然な性的魅力を備えている。サローニの才能が3年間も発掘されなかったことは不運だが、ラージャマウリにとっては良いタイミングだった。彼女は最初から最後まで完璧に役を演じてみせた。きっと、彼女には明るい未来が待っているはずだ。『あなたがいてこそ』は楽しさとスリル、そしてサスペンスが見事にミックスされた作品だ」と批評している。Rediff.comは3/5の星を与え、「ラージャマウリは勝利を手に入れた。スニールは観客を魅了し、サローニは可愛らしく映り、しかも説得力がある。ナジニードゥは見事に役を演じきり、同じようにブラフマージやアヌージ・グルワラ、ラオ・ラメシュなど巧みな演技を見せる俳優が何人も出演している」と批評している。

### 受賞
| 映画賞     | 部門                       | 対象                                                 | 結果 | 出典   |
| ---------- | -------------------------- | ---------------------------------------------------- | ---- | ------ |
| ナンディ賞 | 大衆長編映画賞             | ショーブ・ヤーララガッダ、プラサード・デーヴィネーニ | 受賞 | [ 22 ] |
| ナンディ賞 | 悪役賞                     | ナジニードゥ                                         | 受賞 | [ 22 ] |
| ナンディ賞 | 男性プレイバックシンガー賞 | M・M・キーラヴァーニ「Teluguammayi」                 | 受賞 | [ 22 ] |
| ナンディ賞 | 審査員特別賞               | スニール                                             | 受賞 | [ 22 ] |

## リメイク一覧
| 年   | 作品名                       | 言語           | 出典   |
| ---- | ---------------------------- | -------------- | ------ |
| 2011 | Maryade Ramanna              | カンナダ語     | [ 23 ] |
| 2011 | Faande Poriya Boga Kaande Re | ベンガル語     |        |
| 2012 | ターバン魂                   | ヒンディー語   |        |
| 2014 | Vallavanukku Pullum Aayudham | タミル語       |        |
| 2015 | Ivan Maryadaraman            | マラヤーラム語 |        |